# Бычко, Игорь Валентинович
Игорь Валентинович Бычко (род. 10 июля 1931, Харьков) — советский и украинский философ, доктор философских наук, профессор, педагог.
Академик-секретарь Украинской академии политических наук, член редколлегии нескольких научных журналов и периодических изданий. В 2000 году присвоено Почётное звание «Заслуженный профессор Киевского национального университета». Главный представитель Киевской философской школы.
Сын поэта Валентина Бычко и муж философа Ады Бычко.

## Биография
В 1954 году окончил философский факультет Киевского государственного университета.
В университете работал на должностях: с 1961 года — старшего преподавателя, доцента кафедры диалектического и исторического материализма (с 1965), доцента кафедры истории философии (1967—1969), доцента кафедры философии гуманитарных факультетов (1969—1972), доцента кафедры диалектического материализма (1972—1975).
В 1975—1984 годах заведовал кафедрой истории философии. В 1984—1992 годах был заведующим кафедрой философии Института повышения квалификации Киевского университета. С 1992 по 1994 год — профессор кафедры истории философии, с 1994 по 1998 год — профессор кафедры теории и истории философии, с 1998 года — профессор кафедры истории философии КНУ имени Тараса Шевченко. Профессор кафедры философии и религиоведения национального университета «Киево-Могилянская академия».
С 1962 года — кандидат философских наук, тема кандидатской диссертации — «На философском перепутье (Критический анализ философии „критического реализма“ и феноменологии в США)». С 1973 года — доктор философских наук, тема докторской диссертации — «Познание и свобода». В 1976 году присвоено учёное звание профессор.
Входит в состав экспертного совета по философии ВАК Украины, в состав диссертационного совета по защите докторских (кандидатских) диссертаций в Киевском национальном университете имени Тараса Шевченко.
Общее количество научных и учебно-методических публикаций — около 650. Главные направления научных исследований — современная мировая философия, история украинской философии, проблемы свободы и познания.
Подготовил 11 докторов и 36 кандидатов наук.

## Труды
- На філософському роздоріжжі. — К., 1962;
- Познание и свобода. — М., 1969. (заруб. переклади: Прага, 1972, Уругвай, 1973);
- В лабіринтах свободи. — М., 1976. (заруб. переклад: Мексика, 1979);
- Філософія. Курс лекцій. — К., 1991 (перевидання 1993, 1994);
- Людина і доля. — Польща, Олштин, 1996. (у співавт.);
- Історія філософії. Підручник: Частина І — К., 2001. (кер. авт. кол-ву);
- Філософія. Підручник: Частина ІІ. — К., 2001. (кер. авт. кол-ву);
- Вступ. // Історія філософії: Підручник. / За ред. В.І Ярошовця. — К., 2002. (у співавт.);
- Розвиток сучасної світової філософії // Історія філософії: Підручник. / За ред. В.І Ярошовця. — К., 2002. (у співавт.);
- Історія російської філософії. // Історія філософії: Підручник. / За ред. В.І Ярошовця. — К., 2002. (у співавт.);
- Історія української філософії. // Історія філософії: Підручник. / За ред. В.І Ярошовця. — К., 2002. (у співавт.);
- Київська школа екзистенційної філософії // Метаморфози свободи: спадщина Бердяєва в сучасному дискурсі. — К., 2003;
- Історія філософії. Вступ. // Історія філософії. Словник. / За заг. ред. В. І. Ярошовця. — К., 2005. (у співавт.);
- Світова філософія XIX століття: Частина V // Історія філософії. Словник / За заг. ред. проф. В. І. Ярошовця. — К., 2005. (у співавт.).;
- Розвиток сучасної світової філософії: Частина VI. // Історія філософії. Словник / За заг. ред. В. І. Ярошовця. — К., 2005. (у співавт.);
- Історія російської філософії: Частина VII. // Історія філософії. Словник / За заг. ред. В. І. Ярошовця. — К., 2005. (у співавт.).;
- Історія української філософії: Частина VIII. // Історія філософії. Словник / За заг. ред. В. І. Ярошовця. — К., 2005. (у співавт.);
- Густав Шпет як історик філософії // Вісник Київського університету. Серія: Філософія. Політологія. Вип. 80. — К., 2006;
- Сучасна світова філософія: Частина V, розділ 1, 3, 4, 6 // Історія філософії: Підручник: у 2 т. / За заг. ред. В. І. Ярошовця. — К.:ВПЦ «Київський університет». 2008. — Т.2.
- Українська філософія: Частина VI // Історія філософії: Підручник: у 2 т. / За заг. ред. В. І. Ярошовця. — К.:ВПЦ «Київський університет». 2008. — Т.2.
- Російська філософія: Частина VII, розділ 1 // Історія філософії: Підручник: у 2 т. / За заг. ред. В. І. Ярошовця. — К.:ВПЦ «Київський університет». 2008. — Т.2.